# LDE – Columbus
Die Columbus war eine Schlepptenderlokomotive der Leipzig-Dresdner Eisenbahn-Compagnie (LDE).

## Geschichte
Die Lokomotive kam auf Empfehlung des sächsischen Konsuls in den USA zur LDE. Ähnliche Lokomotiven hatten sich dort bei der Baltimore & Ohio Railroad bewährt. (vgl. Tom Thumb) Gebaut wurde sie 1835 von Gillingham & Winans in Baltimore/USA.
In den Geschäftsberichten der LDE wird die Lokomotive später als unzuverlässig und unbrauchbar bezeichnet. Mehrere Versuche, die Lokomotive an den Hersteller zurückzugeben, scheiterten.
1842 wurde die Lokomotive beim Kauf der PEGASUS bei der Sächsischen Maschinenbau-Compagnie in Chemnitz in Zahlung gegeben. Ihr weiterer Verbleib ist unbekannt.